# Billie Eilish
Billie Eilish Pirate Baird O'Connell, přechýleně O'Connellová (* 18. prosince 2001, Los Angeles, Kalifornie), známá pod jménem Billie Eilish, je americká zpěvačka, skladatelka a hudebnice.
Do povědomí se dostala v roce 2016 skladbou „Ocean Eyes“, kterou napsal její starší bratr, též hudebník, Finneas O'Connell, s nímž spolupracuje i na jiných projektech. První delší nahrávku vydala Eilish o rok později, jednalo se o EP Don't Smile at Me, jež bylo v několika hitparádách oceněno zlatou deskou. Její debutové album When We All Fall Asleep, Where Do We Go? vyšlo 29. března roku 2019. Mezi nejznámější písně z tohoto alba patří „Bad Guy“, „Bury a Friend“ nebo „When the Party’s Over“. Do hitparády Billboard Hot 100 se dostaly i písně „Wish You Were Gay“, „Xanny“, obě ze zmíněného alba, a singl „Everything I Wanted“.
V roce 2020 vydala singl „No Time To Die“, soundtrack k novému bondovskému filmu Není čas zemřít, který se na britské chart dostal i na první místo.

## Život

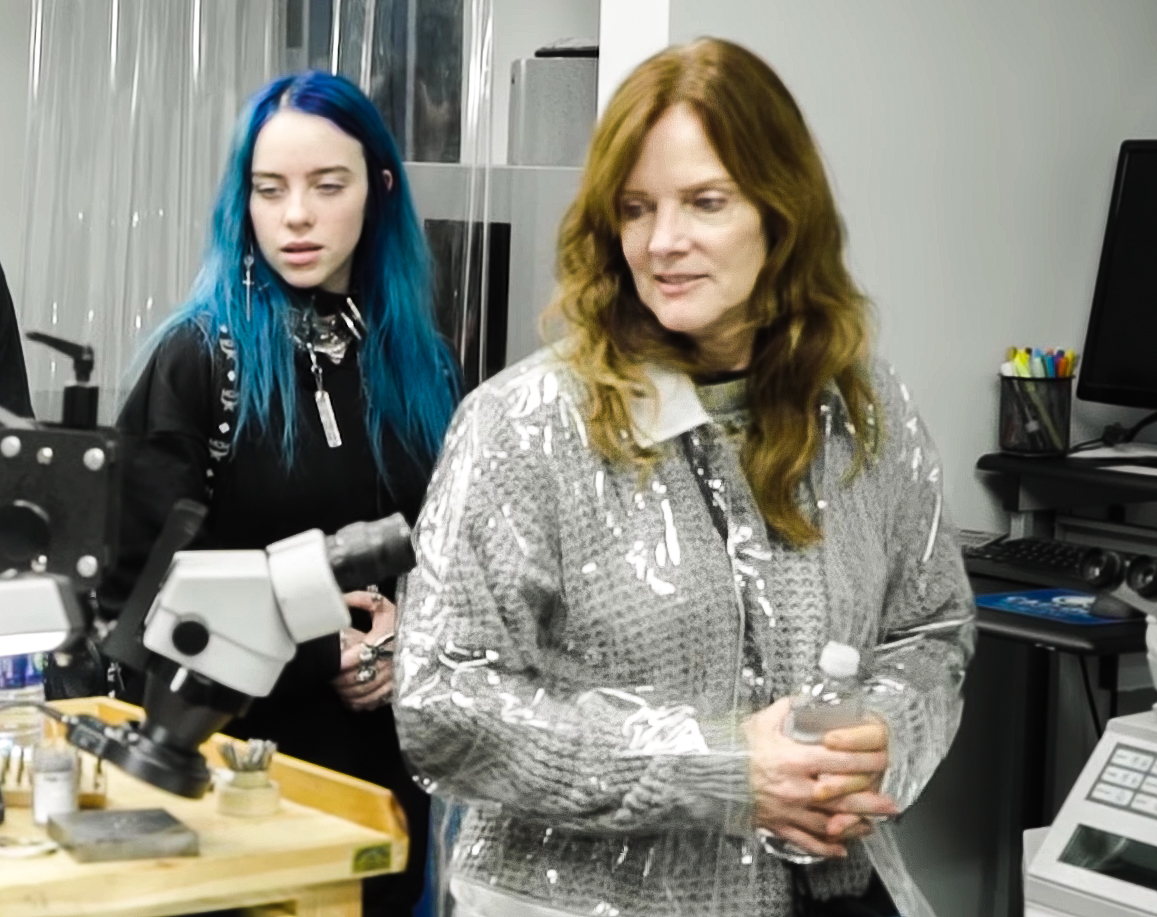
Billie Elish se svou matkou

Narodila se 18. prosince 2001 v Los Angeles. Její matka Maggie Bairdová je tanečnice, dabérka a scenáristka; otec Patrick O'Connell pracuje ve stavebnictví. Má převážně irské a skotské předky. Nechodila do školy, byla vyučovaná doma. Ve věku osmi let začala navštěvovat losangeleský dětský sbor. V jedenácti letech začala psát své vlastní písně jako její starší bratr Finneas O'Connell, který v tu dobu již psal, produkoval a vystupoval se svou vlastní kapelou. Podle svých slov v dětství hodně poslouchala The Beatles, Justina Biebera, Green Day a Lanu del Rey.
Má Touretteův syndrom.
Má také synestézii. Dokáže zvuky přirovnávat k barvám. „Každá osoba, kterou znám, má v mé hlavě vlastní číslo a tvar, připadá mi to normální,“ podotýká Billie a uvádí, že například její bratr vyzařuje stejnou auru jako oranžový trojúhelník.
Co se týče užívání drog, O'Connellová několikrát řekla, že nikdy drogy nezkoušela. Její píseň „Xanny“ je věnována právě zneužívání návykových látek teenagery.
Vyrůstala jako vegetariánka, sama je vegankou.
V letech 2022 až 2023 byl jejím partnerem americký zpěvák Jesse Rutherford.
Během 96. ročníku udílení Oscarů v březnu 2024 podpořila iniciativu Artists4Ceasefire (umělci pro příměří), která se snažila upozornit na humanitární situaci v palestinské Gaze a požadovala okamžité a trvalé příměří ve válce Izraele s Hamásem.

## Diskografie
- When We All Fall Asleep, Where Do We Go? (2019)
- Happier Than Ever (2021)
- Hit Me Hard and Soft (2024)

## Turné
- Don't Smile at Me Tour (2017)
- Where's My Mind Tour (2018)
- 1 by 1 Tour (2018–2019)[9]
- When We All Fall Asleep World Tour (2019)[10]
- Where Do We Go? World Tour (2020)[11]

## Koncert v Česku
O'Connellová měla 20. srpna 2019 koncert v pražské O2 aréně. Nejdříve se měl konat ve Fóru Karlín, 3000 lístků se ale vyprodaly za 4 minuty. Kvůli tomu se organizátoři rozhodli koncert přesunout do větší O2 arény. Koncert zde byl také vyprodán, přišlo na něj přes 15 tisíc lidí. Účinkování doprovázel tým 37 lidí.